# Pridražići
Pridražići su naseljeno mjesto u sastavu općine Zenice, Federacija Bosne i Hercegovine, BiH. Nalaze se podno uzvisine Gradine (593 m). U blizini je rudnik ugljena Zenica, a s druge strane željezara Zenica. Kroz Pridražiće prolazi cesta R403/R445.

## Povijest
Vrelo u kojem se prvi put spominju je Opširni popis sandžaka Bosne iz 1604. godine. Na popisu 1895. Popisani su skupa sa Zapodom (Zapadom). Tad je bilo 36 naseljenih kuća s 211 stanovnikom. Ime je slavensko i dolazi od glagola pridražiti - nadražiti, probuditi.
Godine 1981. pripojeni su naselju Gradišću (Sl.list SRBiH 28/81 i 33/81)

## Stanovništvo
Prema popisu 1981. ovdje su živjeli:
- Muslimani - 2118
- Hrvati - 244
- Srbi - 380
- Albanci - 4
- Romi - 4
- Crnogorci - 3
- Makedonci - 1
- Jugoslaveni - 148
- ostali i nepoznato - 24
- UKUPNO: 2926